# NGC 2576
NGC 2576 (również PGC 23512 lub UGC 4371) – galaktyka spiralna (Sb), znajdująca się w gwiazdozbiorze Raka. Odkrył ją Albert Marth 29 marca 1865 roku.